# Bullera huiaensis
Bullera huiaensis är en svampart som beskrevs av Hamam. & Nakase 1996. Bullera huiaensis ingår i släktet Bullera och familjen Tremellaceae.   Inga underarter finns listade i Catalogue of Life.